# Erzgrube Büsbacherberg-Brockenberg
Die Erzgrube Büsbacherberg und Brockenberg baute bis 1889 eine Erzlagerstätte südöstlich des Stolberger Stadtteils Büsbach ab. Die angefahrenen Gänge trugen die Namen Gang am Liester, Gang am Sandloche, Gang am Luziliaschacht und Gang am Lillaschacht. Das um 1850 unmittelbar neben dem Lillaschacht errichtete Grubengebäude mit Maschinenhaus steht heute noch auf der Höhe des Brockenbergs und wird als Wohnhaus genutzt.
Die außerordentlich reichen Galmeilager wurden in vorindustrieller Zeit bereits weitgehend zur Herstellung von Messing durch die Kupfermeister abgebaut. Die damals hier angelegten Pingen hatten entsprechend der Größe der anstehenden Erzkörper beträchtliche Ausdehnungen, wobei die Hauptpinge Abmessungen von 200 × 80 m und eine maximale Teufe von 40 m erreichte.
Im Oktober 1830 wurde die Grube neu konzessioniert und seit 1847 von der Kommanditgesellschaft Bredt & Co. betrieben. Ab ihrer Gründung im Jahre 1851 war die Allianz – Anonyme Gesellschaft für Bergbau und Hüttenbetrieb bei Stolberg alleiniger Inhaber. 1846 wurde, ausgehend von der Talsohle des Vichtbachs, ein Stollenvortrieb angesetzt, der neue Erzmittel erschließen und eine Ableitung der zufließenden Grubenwässer ermöglichen sollte. Dieser Stollen erreichte eine Länge von 310 m. Gleichzeitig wurden zwei Schächte, der Luziliaschacht (80 m Teufe) auf dem Büsbacherberg (früheres Betriebsgelände der inzwischen geschlossenen Firma Wimmer an der Bischofstraße) und der Lillaschacht (53 m Teufe) auf dem Brockenberg abgeteuft. Es stellte sich allerdings heraus, dass die Lagerstätte nicht bauwürdig war, und der Ausbau der Grube wurde nach erheblichen finanziellen Verlusten aufgegeben. Dies war der Hauptgrund für die Auflösung der Allianz. Hiernach übernahm die Stolberger Gesellschaft den Grubenbetrieb und erwarb bis 1869 alle Anteile der Grube Büsbacherberg. Damals bildete Brauneisenstein das Hauptförderprodukt. Der Grubenbetrieb wurde 1889 eingestellt. 1935 kam die Gemeinde Büsbach und somit auch das Gelände der Grube an Stolberg.